# بلدية يكابيلس
بلدية يكابيلس هي بلدية في لاتفيا، بلغ عدد سكانها 4,548  نسمة وذلك حسب إحصائيات سنة 2017.